# Minería de datos espacial
Minería de datos espacial o Data mining espacial es utilizado para extraer conocimiento interesante y regular. Sus métodos pueden ser usados para entender los datos espaciales, descubrir relaciones entre datos espaciales y no espaciales, reorganizar los datos en bases de datos espaciales y determinar sus características generales de manera simple y concisa.

## Métodos de minería de datos espacial
- Basados en generalización: requieren la implementación de jerarquías de conceptos, en el caso de las base de datos espaciales estas jerarquías pueden ser temáticas o espaciales. Una jerarquía temática puede ser ejemplificada al generalizar mango y piña a frutas. Una jerarquía espacial puede ser ejemplificada generalizando varios puntos en un mapa como una región y un grupo de regiones como un país.
- Reconocimiento de patrones: pueden ser usados para realizar reconocimientos y categorizaciones automáticas de fotografías, imágenes, y textos, entre otros.
- Agrupamientos: Son utilizados para crear agrupaciones o asociaciones de datos, cuando en estos existan nociones de similitud (por ejemplo, distancia Euclidiana).
- Exploración de asociaciones espaciales: permiten descubrir reglas de asociación espaciales, esto es, reglas que asocien uno o más objetos espaciales con otro u otros objetos espaciales.
- Aproximación y agregación: permiten descubrir conocimiento según las características representativas del conjunto de datos.